# Gimnástico Fútbol Club
El Gimnástico Fútbol Club, o también, temporalmente, Real Gimnástico Fútbol Club, fue un club de fútbol español de la ciudad de Valencia en la provincia de Valencia de la Comunidad Valenciana. Fue fundado en 1909 al amparo del Patronato de la Juventud Obrera, de raíces católicas, y en 1939 se fusionó con el Levante Football Club para seguir compitiendo bajo el nombre de Unión Deportiva Levante-Gimnástico (UDELAGE) hasta que cambió su nombre por el actual Levante Unión Deportiva.

## Historia

### Contexto
El Gimnástico nació en una época en que surgieron numerosas iniciativas llevadas a cabo por el catolicismo social de finales del siglo XIX y principios del siguiente, que buscaban contrarrestar los movimientos socialistas y liberales emergentes y atraer a las clases populares de las ciudades a un asociacionismo obrero de carácter católico. Estas organizaciones obreras católicas planteaban reivindicaciones de carácter pacífico y orientadas a la cooperación con los empresarios, en lugar de la confrontación y polarización de los movimientos socialistas y anarquistas.

### El Patronato de la Juventud Obrera
El Gimnástico nació en el seno del Patronato de la Juventud Obrera, una iniciativa del carpintero valenciano Gregorio Gea para acoger a hijos de familias obreras y a niños necesitados para darles una formación cultural, educativa y religiosa. El Patronato contó con la participación de la Compañía de Jesús y el respaldo de élites conservadoras, como la familia Trénor o los Rodríguez de Cepeda. Así, se creó una entidad que conectaba al sindicalismo católico, formado por las clases populares, y a las clases altas católicas de la ciudad. 
El artículo 1 del reglamento de la institución era el siguiente:

El Patronato de la Juventud Obrera es una sociedad de obreros católicos que desea el progreso moral e intelectual de la Juventud obrera y se propone fomentar la instrucción y buenas costumbres de ésta según el espíritu católico, apartándola del vicio e inmoralidad, mediante reuniones dominicales, escuelas diurnas y nocturnas, estudios y aplicación a las artes y oficios, una biblioteca popular ambulante, la atracción de jóvenes por medio de los juegos honestos, todo género de protección y una congregación obrera de la Santísima Virgen y San Luis Gonzaga.

Las necesidades de la época y una propuesta atractiva y bien gestionada hicieron que el Patronato tuviera un gran éxito y fuera una institución relevante en la sociedad valenciana de principios del siglo XX. Situado cerca del paseo de la Pechina, cientos de alumnos acudían a conferencias impartidas por los jesuitas y participaban en actividades en el "Parque de la Pechina", adquirido por Gregorio Gea, el fundador, donde más tarde se ubicaría Nuevo Centro. Así, el Patronato realizaba sus actividades en ambos márgenes del río Turia.

### La fundación del club
Identificado que la práctica deportiva era un remedio frente a la ociosidad, el beato Narciso Basté, director del Patronato entre 1901 y 1932, dio instrucciones de talar ciertos árboles, prescindir de algunos huertos y despejar ciertas zonas de otros elementos para crear un campo de deportes para uso de la llamada "Sección Gimnástica del Patronato de la Juventud Obrera", cuya sede se encontraba en el número 2 de la calle Portal de la Valldigna.
El profesor de dibujo del Patronato, Amador Sanchis Ferrandis, por sugerencia del padre Basté, encargó a su hijo, Amador Sanchis Mora, que sería el primer presidente de la entidad, que reuniera a un grupo de futbolistas para jugar el primer partido frente al "Sporting", un club callejero, que tuvo lugar el 06-10-1909. Así lo relató Amador Sanchis en un folleto conmemorativo del XV aniversario del club.
Durante sus primeros años, el Gimnástico fue un club escolar en el que jugaban los hijos de los obreros que participaban de las actividades del Patronato, pero poco a poco fue nutriéndose de jugadores de diversa procedencia en la ciudad. De hecho, no se tiene constancia de partidos oficiales fuera del Parque de la Pechina hasta 1915, seis años después de su fundación, cuando se enfrentó al Sagunto, lo que hace pensar a varios autores que su verdadera fundación como club que buscara enfrentarse a otros rivales sucediera más tarde, en torno a 1912. En 1917, el Parque de la Pechina ya tenía tres campos de fútbol y el Gimnástico contaba con tres equipos en primera, segunda y tercera categoría y otros tres equipos infantiles; probablemente, el club con más jugadores en su momento. Además, el Gimnástico, al tener una sede fija y estable para la práctica del fútbol y una cantera de niños y jóvenes constante, tuvo una ventaja competitiva frente a sus rivales, tanto en jugadores, como en infraestructura, como en afición.

### La desvinculación del Patronato
En la temporada 1913-1914, un grupo liderado por Amador Sanchis Mora, jugador del Gimnástico, comenzaron paulatinamente a separarse del amparo del Patronato de la Juventud Obrera y cambiaron el nombre del club a Gimnástico FC, fijando su sede en la Casa de los Obreros de San Vicente, en la calle Calatrava, vinculada a los jesuitas. Siguiendo el proceso de emancipación del Patronato, buscaron un campo donde disputar sus partidos y consiguieron arrendar en 1920 el terreno del Campo de la Soledad, ubicado junto al Tenis Club, cerca del paseo de la Alameda. No obstante, la vinculación con la entidad católica continuó siendo estrecha durante muchos años y reduciéndose poco a poco, conforme el Gimnástico maduraba y se convertía en un equipo relevante de la ciudad. De hecho, a principios de la década de los años 20, el Patronato de la Juventud Obrera tenía su propio club deportivo llamado Gimnástico-PJO, ya diferenciado del Gimnástico FC, si bien actuaba como cantera y aportaba y formaba a los jugadores más jóvenes.

### El Gran Gimnástico
Fue en la temporada 1917-1918 cuando el Gimnástico se consolidó como el club más poderoso de Valencia, venciendo, además, en el torneo de la Feria de Julio celebrado en 1918, culminando así una temporada en la que se enfrentó a todos los equipos valentinos sin asumir prácticamente derrotas. Esta generación de futbolistas, de la que se decía en los periódicos que eran "los más jóvenes", sentó las bases de un equipo que dominaría la primera mitad de la década siguiente. El Gimnástico aún terminó la década en 1919 proclamándose el primer campeón regional de Valencia, tras vencer al Castellón 0-1. Dado que la Federación de Fútbol de la Comunidad Valenciana no se encontraba reconocida todavía por la Real Federación Española de Fútbol, el Gimnástico no pudo participar en el campeonato de España. El inicio de década, con un fútbol ya más maduro, dejó cuatro equipo principales en la ciudad de Valencia: el Gimnástico, el Levante FC, el España y un recién fundado Valencia CF. 
El Gimnástico fijó su sede en el bar Miau, ubicado en la actual calle de la Paz, cerca de los cafés y bares de la época en que se reunían los aficionados del fútbol en la ciudad, cerca del bar Torino el Café Suizo, establecimientos donde se reunían los jugadores y aficionados del Valencia CF o del España, consolidando así su separación del Patronato explicada anteriormente. Además, durante estos primeros años de la década de los 20, el Campo de la Soledad se convierte en un centro neurálgico de la práctica deportiva, fundando el Gimnástico varias secciones deportivas como las de salto, boxeo, esgrima o ciclismo.
En 1920, el Gimnástico volvió a proclamarse campeón de Valencia, si bien perdió la final del campeonato regional, que esa temporada incluyó a Murcia también en la región "Levante", frente al Aguileño, lo que, de nuevo, le privó de participar en el campeonato de España. La temporada siguiente (1920-1921), el Gimnástico volvió a proclamarse campeón de Valencia tras derrotar al Valencia CF en un agónico partido en el que el portero del Gimnástico de nacionalidad belga, Olivié, detuvo tres penalties. Sin embargo, el Gimnástico no logró proclamarse campeón de la región Levante Norte al perder frente al Cervantes de Castellón, perdiendo así la posibilidad de proclamarse campeón regiona y acceder a disputar el campeonato de España. En la temporada 1920-1921, el Gimnástico perdió por primera vez su hegemonía en la ciudad al perder la final del torneo valenciano frente al España por 3-2. Ese equipo del España se impuso posteriormente al Cervantes de Castellón, proclamándose campeón de la zona Levante Norte, y se proclamó campeón regional al vencer al Levante de Murcia, siendo así el primer equipo valenciano que participó en el Campeonato de España, aunque cayó derrotado en la primera ronda (cuartos de final) frente a un muy superior Sporting de Gijón, que venció 6-0 en el Molinón y 0-7 en Valencia.

### Años 30
Tras la creación de la Liga española de fútbol en la temporada 1928/29, perdió la eliminatoria que le habría brindado la posibilidad de lograr una plaza en Segunda División, por lo que fue encuadrado en la Tercera División, permaneciendo en esta categoría durante cinco temporadas hasta 1933-1934.
La temporada 1934/35 debutó en la Segunda División, ya que se produjo una ampliación de ésta (pasando de diez a veinticuatro equipos), logrando la permanencia, así como en la temporada siguiente.
Tras la Guerra Civil se fusionó con el FC Levante, debido a que el Levante FC tenía toda la plantilla a su disposición pero no podía disponer del campo del Camino Hondo del Grao, mientras que el Gimnástico FC estaba en la situación inversa, con su Estadio de Vallejo intacto pero sin jugadores.
Tras la fusión se acordó utilizar como equipación un uniforme a rayas blancas y rojas que fue fruto de las rayas azulgranas del Gimnástico FC y de las blanquinegras del Levante FC. También se decidió utilizar como nombre el de Unión Deportiva Levante-Gimnástico aunque popularmente se le denominaba UDELAGE. Sin embargo estas decisiones sólo duraron tres temporadas ya que el nombre resultaba demasiado largo siendo acortado al actual de Levante Unión Deportiva, adoptando el uniforme azulgrana del Gimnástico FC y el apodo de "granotas", que se adquirió como consecuencia de que el Campo del Stadium, donde disputaba sus encuentros el Gimnástico CF, de Valencia, se encontraba en el mismo cauce del río Turia, en la parte recayente al Palacio del Temple.

## Contexto social

### El conservadurismo del Gimnástico
El Gimnástico fue un equipo estrechamente ligado a los movimientos católicos de principios de siglo. Surgido del Patronato de la Juventud Obrera, sus jugadores, aficionados y dirigentes estaban formados por ciertas capas altas de la sociedad y los obreros católicos que se encontraban ligados a la actividad del Patronato. Asimismo, en 1925 el Gimnástico solicitó a la Casa Real el permiso para lleva la corona en su escudo y cambiar su denominación por Real Gimnástico. En esta solicitud, se expuso que el club contaba con socios que eran "personas de posición elevada", si bien el Gimnástico también incidía en 1926 en que entre sus 1.750 socios había personas «de clase obrera» que no tenían ideas revolucionarias.

### Rivalidad
La rivalidad con el Valencia CF, desde su fundación una década después de los inicios del Gimnástico, fue patente. Eran frecuentes las provocaciones en prensa frente a los éxitos o fracasos del otro e incluso quedaron registros de altercados violentos en prensa, como tras el partido entre ambos por la Copa Alzaga, un torneo menor, que se calificó como un partido violento, con goles inverosímiles, cargas policiales e incluso una manifestación de aficionados valencianistas hasta la sede del Gimnástico en la calle de la Paz.
Parte de la rivalidad tuvo su origen en los distintos estratos sociales en que se movían sus dirigentes y aficionados. Por un lado, Amador Sanchis Mora, presidente del Gimnástico, era monárquico carlista, conservador y católico, mientras que Octavio Milego era republicano, liberal y krausista. Se trataba de dos universos antagónicos y sus enfrentamientos eran incluso anteriores a la existencia del Valencia CF, cuando Octavio Milego era dirigente del Sagunto, un club asociado a los Salesianos que rivalizaba en las categorías inferiores con los infantiles del Gimnástico-Patronato. Otro ejemplo de la rivalidad entre el Valencia CF y el Gimnástico quedó plasmado en el periódico "El Luchador" el día 11/02/1924, cuando se publicó la crónica del partido de la vuelta de la final del campeonato regional de Levante entre el Gimnástico y el Club Natación de Alicante el 10/02/1924. Las gradas del Stadium se llenaron con 15.000 personas, de las cuales, "un gran número" eran "los socios del Valencia" y "se desarrollaron incidentes entre el público, algunos entre valencianos partidarios del Gimnástico y del Valencia". Además, el artículo concluye la crónica indicando que los directivos del Valencia y del Club Natación celebraron con un banquete la victoria de los alicantinos.

## Nombres del club en su historia
- Gimnástico Fútbol Club (1909-1925)
- Real Gimnástico Fútbol Club (1926-1931)
- Gimnástico Fútbol Club (1931-1939)

## Uniforme
- Uniforme titular: Camiseta azulgrana, pantalón azul y medias rojas.

## Estadios
El Gimnástico comenzó a disputar sus primeros partidos en los terrenos del Parque de la Pechina despejados en la margen izquierda del río Turia propiedad del Patronato de la Juventud Obrera, tras las instrucciones dadas por el padre Basté de preparar un terreno para hacer deporte. Estos campos se encontraban donde a fecha de hoy se encuentra el centro comercial Nuevo Centro.
Posteriormente, desde 1920, el Gimnástico disputó sus partidos en el Campo de la Soledad, ubicado cerca del paseo de la Alameda, que se construyó al mismo tiempo que lo hizo el Campo de Algirós y en una ubicación próxima, rivalizando ambos estadios por ser las mejores instalaciones para la práctica del fútbol en la ciudad.
Poco duró la estancia del Gimnástico en el Campo de la Soledad, pues en 1923 arrendó las instalaciones que se habían adecuado en el cauce del río Turia para la práctica del deporte, al que se denominó Stadium. Esta promoción no estuvo exenta de polémica, dadas las preocupaciones que planteaba instalar un campo de fútbol en el cauce de un río, como el Turia, que recurrentemente tenía grandes avenidas de agua. Según análisis de Miquel Nadal, el promotor tenía grandes conexiones con los gobernantes republicanos y consiguió la concesión con irregularidades de forma y de fondo. En cualquier caso, con vocación de ser un estadio "de los mejores y más importantes de Europa", se construyó un estadio con capacidad para 32.000 personas y todas las comodidades de la época. El estadio fue inaugurado en un partido frente al Nürnberger Fussball Verein, una semana antes de la inauguración del Estadio de Mestalla. La tradición indica que, al encontrarse el recinto deportivo en el mismo cauce del río Turia, dónde por aquel entonces abundaban las ranas, se impuso para los seguidores del Gimnástico el sobrenombre de granotes (ranas, en valenciano).
De nuevo, la estancia del Gimnástico en el Stadium duró poco y en noviembre de 1925 completó su traslado al Estadio de Vallejo. Durante los años anteriores, el Stadium sufrió diversas inundaciones, que fueron provocando desperfectos en las instalaciones y evidenciaban el riesgo de reunir a miles de personas en el cauce del río. Tras 16 años desde los primeros partidos en el Patronato, el Gimnástico inauguraba un espacio que aspiraba a ser mucho más que un simple estadio de fútbol, sino un lugar de ocio y recreo para adultos, donde se hacían toda clase de espectáculos, entre ellos, claro, la práctica del fútbol. Se ubicó en la margen izquierda del río, en las cercanías del Pont de Fusta. El club había contado con todas las facilidades por parte de la familia Martínez de Vallejo, muy vinculada al Patronato de la Juventud Obrera y de simpatía gimnastiquista. La construcción del estadio se financió con la emisión de acciones o vales a la que acudieron los socios del Gimnástico en forma de anticipos. Este estadio fue, tras la fusión del Gimnástico con el Levante FC, el estadio el Levante Unión Deportiva durante tres décadas.

## Datos del club
- Temporadas en 1ª: 0
- Temporadas en 2ª: 2
- Temporadas en 3ª: 5
- Mejor clasificación: 4º en Segunda División 1935/36 (Grupo 3)